# Cantón de Sergines
El cantón de Sergines era una división administrativa francesa, que estaba situada en el departamento de Yonne y la región de Borgoña.

## Composición
El cantón estaba formado por diez comunas:
- La Chapelle-sur-Oreuse
- Compigny
- Courlon-sur-Yonne
- Pailly
- Perceneige
- Plessis-Saint-Jean
- Serbonnes
- Sergines
- Thorigny-sur-Oreuse
- Vinneuf

## Supresión del cantón de Sergines
En aplicación del Decreto n.º 2014-156 de 13 de febrero de 2014, el cantón de Sergines fue suprimido el 22 de marzo de 2015 y sus 10 comunas pasaron a formar parte del nuevo cantón de Thorigny-sur-Oreuse.